# هرينغن (تورينغن)
هرينغن هلمه (بالألمانية: Heringen, Thuringia) هي بلدة ألمانية و  و  تقع في ألمانيا في نوردهاوزن.  يقدر عدد سكانها بـ 2,339 نسمة .